# Évry (Essonne)
Évry foi uma comuna francesa e vila nova situada 26 km a sudeste de Paris, prefeitura do Departamento de Essonne na região da Ilha de França.
É a capital do departamento, do arrondissement de Évry, dos cantões de Évry-Nord e Sud, a sede da Communauté d'agglomération Évry Centre Essonne, da Diocese de Évry-Corbeil-Essonnes e do Decanato de Évry.
Em 1 de Janeiro de 2019, se fundiu com Courcouronnes para formar a nova comuna de Évry-Courcouronnes.
Seus habitantes são chamados Évryens. A cidade é o lar do Genopole.

## Toponímia
O nome da localidade é atestado nas formas Aperacum na época gaulesa. Uma menção em 50 a.C. mostra Apriacum ou às vezes Avriacum. No século XI se encontra Auriacum, de Everiaco em 1158, depois em 1196 Aivriacum, às vezes Evriacum. Em 1326 Esvry ou Aisvry, depois a partir de 1376, o "s" foi substituído pela acento agudo e a menção do rio para se distinguir de Evry-les-Châteaux, dando em Évry-sur-Seine. Este nome não foi porém mantido na criação da comuna em 31 de outubro de 1793, mas reapareceu no Bulletin des lois de 1801. Em 1881, Em 1881, a pedido do industrial Paul Decauville durante o seu mandato de prefeito, a cidade tomou o nome de Évry-Petit-Bourg, bourg (burgo) sendo uma alteração da palavra "bois" ("bosque") e não uma referência ao tamanho da que era então uma vila. Em 1965, o lançamento do projeto de vila nova envolveu a substituição do determinante complementar Petit-Bourg em favor de Ville-Nouvelle, nunca formalizado mas comumente utilizado.
O mapa estabelecido no século XVIII por César-François Cassini revela já nesta época as localidades Grand-Bourg, Petit-Bourg, Neuf-Bourg, Mousseau, Bras-de-Fer e Bois-Briard entre o Sena e a estrada de Paris.
O nome da comuna provavelmente tem a mesma origem que as outras Évry, dos quais há duas interpretações possíveis, do nome de pessoa gaulês ou galo-romano Eburius, seguido do sufixo galo-romano *-ACU "propriedade de" ou do composto gaulês *Eburiacon "lugar (onde se encontram) teixos", de eburo- "teixo" + sufixo *-āko(n) > *-ACU.

## Educação
- École nationale supérieure d'informatique pour l'industrie et l'entreprise
- Institut Mines-Télécom Business School
- Universidade Évry-Val-d'Essonne

## Cultura local e patrimônio
Nova cidade construída na maioria nos últimos trinta anos do século XX, Évry tem, no entanto, uma arquitetura que testemunha a sua história anterior. Do Château de Petit-Bourg, apenas as antigas dependências construídas entre os séculos XVII e XVIII permanecem até hoje. O século XVIII também deixou na comuna a igreja Saint-Pierre-et-Saint-Paul, reconstruída nesta época, sua nave está situada abaixo, seu transepto comporta uma capela dedicada à Virgem Maria, mas a abóbada com cruzada de ogivas quadripartida remonta ao século XIII e as fontes batismais em mármore vermelho foram oferecidas pelo duque d’Antin. O antigo presbitério situado em frente foi construído em 1626. O século XIX deixou a casa de acolhimento Sainte Geneviève das irmãs de Notre-Dame de Sion, a capela desta escola, a antiga fazenda construída em 1862, dependência do Château des Tourelles hoje destruído, o lavatório construído em torno de 1850, a estação de Évry-Val-de-Seine, construída em 1840, a antiga Prefeitura construída entre 1828 e 1830 e o Château de Beauvoir construído em 1860 em um estilo neoclássico. Dois outros castelos agora destruídos adornam a margem esquerda do Sena, o Château du Mousseau e o Château de la Grange-Feu-Louis.
A construção da vila nova de 1968, espalhada ao longo de trinta anos, trouxe uma nova diversidade arquitetônica. O centro da cidade em primeiro lugar é caracterizado pelo uso de tijolo, utilizado na construção da Catedral da Ressurreição de Évry por Mario Botta, embelezada pela capela do Santíssimo Sacramento decorada com uma Virgem com o Menino em bronze e ferro forjado por Gérard Garouste, ela também é decorada com uma estátua de São Corbiniano, de uma Cristo trazida da Tanzânia em 1880 pelos missionários franciscanos e por doze vitrais. Além disso, existem os edifícios da Câmara de comércio e indústria de Essonne pelo arquiteto Deslandes construídos em 1990, a prefeitura em tijolo e granito dominado por um grande telhado de vidro, a Escola Nacional de Música e Dança pelo arquiteto Pierre Riboulet. A prefeitura e o tribunal inspirado nas obras de Oscar Niemeyer em concreto são típicas da década de 1970, enquanto que o Instituto de Ciências com linhas e telhados de vidro aéreos são característicos da década de 1990. Em 1985, Henri Ciriani obteve a Palma de ouro nacional do habitat para as Predefinição:Número construídas na Place de la Mare-Diacre em Courcouronnes. O bairro des Pyramides, construído pela equipe Andrault&Parat constituída de lajes e blocos de concreto empilhados, ou o bairro des Épinettes, uma espécie de pequenos pátios, são uma lembrança da ânsia de construir moradias. O Pagode Khánh-Anh completa esta diversidade arquitetônica ao misturar concreto armado e estilo asiático. As torres do Crédit Lyonnais e Évry 2 de treze e doze andares respectivamente dominam a paisagem da comuna.